# João Chiarini
João Chiarini (Piracicaba, 17 de novembro de 1919 – Piracicaba, 18 de setembro de 1988) foi um jornalista, professor, político, advogado, e um dos mais importantes folcloristas brasileiros.

## Biografia
João Chiarini, filho de Pedro Chiarini com Eulália Romero, era casado com dona Tita, tendo Jorge Amado e Zélia Gattai por padrinhos e compadres. Formado em letras e em direito – este, pela Universidade Federal de Santa Catarina (UFSC) -, Chiarini, desde criança, cultivou o interesse pelo folclore da região de Piracicaba e de todo o interior do Brasil. Seu empenho maior, contudo, foi estudar a música espontânea produzida pelos repentistas. Com seu livro Cururu, mostrou ao país inteiro o folclore paulistano. 
Estudioso de línguas vivas aprofundou-se no modo peculiar do falar piracicabano - o caipiracicabano – descrevendo-o em diversos artigos de jornais de renome além de livros que abordavam o tema.
Na condição de jornalista produziu mais de cinco mil artigos sobre folclore e cerca de dois mil sobre temas gerais. Publicou vários livros sobre o assunto como O Folclore da Aguardente e Antologia do Cordel, onde aborda os poetas trovadores nordestinos.
Pertenceu a centenas de entidades, - nacionais e estrangeiras -, ligadas ao folclore, e presidiu, por vários anos, tanto o Centro de Folclore - Piracicaba, como a Academia Piracicabana de Letras, da qual foi o fundador.
Também tem seu nome ligado à Academia Santista de Letras como escritor e à Academia Riograndense de Letras.
Faleceu em 1988, em plena campanha eleitoral para o cargo de vereador, vítima de fulminante ataque cardíaco. Foi postumamente homenageado e seu nome foi atribuído a uma biblioteca e a uma escola pública de Piracicaba.